# Lampria macquarti
Lampria macquarti là một loài ruồi trong họ Asilidae. Lampria macquarti được Perty miêu tả năm 1833. Loài này phân bố ở vùng Tân nhiệt đới.